# Arctotherium angustidens
Arctotherium angustidens é uma espécie extinta de urso-de-face-curta, pertencente ao gênero Arctotherium, da família de mamíferos placentários Ursidae.Viveu no Pleistoceno da América do Sul, entre 1,2 milhões a 500.000 anos atrás. Junto a Arctotherium bonariense, forma o subgênero Arctotherium (pouco suportado atualmente). 
É o maior urso conhecido; parado sobre suas patas traseiras, poderia ultrapassar os 3,3 m de altura e pesava entre 1588 a 1749 kg. 

## Distribuição
Viveu do início ao meio do Pleistoceno, durante o Ensenadense na região Pampeana da província de Buenos Aires, Argentina e no Pleistoceno do Vale da Tarija, Bolívia.

## Descrição original
A espécie foi descrita originalmente por Gervais & Ameghino, no ano de 1880.

## Características gerais

### Tamanho
Das 5 espécies que compunham o género Arctotherium, A. angustidens era a única registada no Ensenadense e a de maior tamanho. É o maior urso conhecido, superando os maiores ursos extintos do gênero Arctodus e ursos-das-cavernas (Ursus spelaeus), bem como aos modernos ursos Kodiak (Ursus arctos middendorffi) e os maiores ursos-polares (Ursus maritimus). 
Com base nas medidas dos ossos de seus patas, sobretudo de seus úmeros, e nas equações utilizadas para estimar a massa corporal, os pesquisadores dizem que  A. angustidens machos chegavam, parado sobre seus patas traseiras, a pelo menos 3,3 m de altura (11 pés), e teria pesado de 1588 a 1749 kg (3500 a 3855 libras); com enorme dimorfismo sexual em tamanho, com as fêmeas muito menores (característica comum na família Ursidae). Em comparação, o recorde da maior peso de urso entre as espécies viventes foi um urso-polar macho de 1000 kg (2200 libras).
O maior exemplar de  A. angustidens foi encontrado na década de 1930 nas ruas 25 e 70 da cidade da La Plata, capital da província de Buenos Aires, no centro-este da Argentina, durante as escavações para a construção do Hospital San Juan de Deus. Seus restos foram encontrados a 9,6 m de profundidade no estrato Ensenadense. Em 1935, o Dr. Agustín Sempé doou-o ao Museu da Prata.  Empregando o úmero como variável comparável, se estima uma massa dentre 983 a 2042 kg (2170-4500 libras). Os especialistas acham que o limite superior é muito pouco provável, sendo o intermediário entre ambos extremos, 1588 kg (3500 libras), muito mais provável. No entanto, se utiliza-se o rádio como objeto de comparação, estima-se um peso máximo de 1108 kg (2440 libras).

## Hábitos
O estudo da morfologia dentaria indica que provavelmente caçavam ativamente megaherbívoros. Por outro lado, ranhuras em seus dentes indicam que, assim como outros ursos de seu gênero, se alimentavam frequentemente de carcaças. Seu enorme tamanho, em teoria, possibilitaria que esse animal roubasse presas abatidas por outros predadores da região, um hábito conhecido como cleptoparasitismo, também hipotetizado para os ursos do gênero Arctodus. Análises morfométricas indicam, entretanto, que não era um hipercarnívoro, alimentando-se ocasionalmente de vegetais ou de mel. 

## Leia também
- Tremarctos
- Tremarctos ornatus
- † Tremarctos floridanus
- † Arctodus
- † Arctotherium
- † Arctotherium bonariense
- † Arctotherium tarijense
- † Arctotherium vetustum
- † Arctotherium wingei